# Hesaraghatta Grass Farm, Bangalore North
Hesaraghatta Grass Farm là một làng thuộc tehsil Bangalore North, huyện Bangalore Urban, bang Karnataka, Ấn Độ.